# 钱德里卡·库马拉通加
钱德里卡·班达拉奈克·库马拉通加（1945年6月29日—），通稱庫馬拉通加夫人，僧伽羅人，于1994年11月12日—2005年11月19日任斯里蘭卡總統。她是斯里兰卡总理所罗门·班达拉奈克和西丽玛沃·班达拉奈克的女儿。

## 生平
1970年毕业于巴黎大学，获发展经济博士学位和政治经济学学士学位。1978年与斯里兰卡著名电影演员维杰·库马拉通加结为伉俪。1984年2月与其丈夫库马拉通加退出自由党，另组人民党，先后任书记、主席。1992年，重返自由党，后任自由党副主席。1993年5月起任西部省首席部长。1994年8月19日，出任总理兼财政、计划、民族事务和国家统一部长。是斯里兰卡历史上第二位女总理。
1994年11月9日，在第三次斯里兰卡总统大选中获胜，12日宣誓就职，成为斯里兰卡历史上第一位女总统，同时兼任国防、财政计划、民族事务和国家统一部长，國家權力自此由總理轉移至總統。

## 个人生活
钱德里卡育有一男一女。1988年2月，丈夫库马拉通加遭政敌暗杀。为儿女的安全，在丈夫遇刺后，她曾一度移居外国。
| 前任： 丁吉利·班达·维杰通加 | 斯里兰卡总统 1994-2005年 | 繼任： 马欣达·拉贾帕克萨 |